# 부가티 애틀랜틱
부가티 아틀란틱(프랑스어: Bugatti Atlantic)은 부가티 애틀랜틱 타입 57의 현대화된 컨셉트카이다.프로토타입으로 남아 폭스바겐의 본사인 볼프스부르크에서 제작되었으며부가티 페블이라고도 한다.

## 개요
폭스바겐 그룹의 여러 요소를 통합하여 당시에 판매된 다른 부가티의 차종보다 자동차를 저렴하게 만들었으며,따라서 이를 엔트리 레벨로 만들었다.
모회사가 연루된 폭스바겐 배기가스 스캔들로 인해 다른 회사와 마찬가지로 프로젝트가 중단되었다.이로 인해 2016년 제네바 모터쇼와 2015년 페블 비치에서 대서양을 선보일 수 없었다.
베이론에서 가져온 4리터 V8 엔진과 탄소 섀시가 이 엔진을 위한 것이었다. 열 엔진 또는 전기 엔진이 장착된 쿠페 및 로드스터 버전의 두 가지 모델이 판매될 예정이었다. 이 차량은 또한 포르쉐 타이칸을 위한 기술 연구의 혜택을 받기도 했다. 크롬 백본은 후드에서 뒤쪽으로 이어져 1936년 현대 자동차를 떠올리게 하고 이에 경의를 표한다.